# Kriminalkommissar Eyck
Kriminalkommissar Eyck ist ein deutscher Kriminalfilm aus dem Jahr 1940, der unter der Regie von Milo Harbich entstand. Die Hauptrollen verkörperten Anneliese Uhlig, Paul Klinger, Alexander Engel und Herbert Wilk.

## Handlung
Günter Eyck verbringt seinen Winterurlaub in den Bergen in einem Luxushotel und macht dabei die Bekanntschaft mit der Sängerin Barbara Sydow. Beide finden Gefallen aneinander und verbringen ausgelassene Tage im Schnee und bei den gesellschaftlichen Verpflichtungen im Hotel. Nachdem Eyck an einer Rettungsaktion der Bergwacht, die zwei Skifahrer im Dunkeln aus dem Berg retten müssen, teilnimmt und nach erfolgreicher Mission zurückkehrt, wird er von Barbara liebevoll umsorgt.
Im Hotel lernt Eyck auch den Kriminalschriftsteller Gorgas und seinen Verleger van Fliet kennen. Sie zeigen eine gewisse Aufmerksamkeit in Bezug auf Barbara Sydow. Da die zwei Geretteten kein Geld bei sich trugen und nun im Krankenhaus liegen, veranstaltet das Hotel eine Benefizveranstaltung für die beiden Verunglückten. Bei dieser tritt auch Barbara Sydow auf. Eyck, der im Publikum sitzt, hört bei dem Gesangsvortrag von Barbara plötzlich eines Schuss aus einer Waffe. Sofort verlässt er die Veranstaltung. Bevor Eyck am Tatort eintrifft, einem Hotelzimmer im ersten Stock, rennt ein Mann im Abendanzug (wie sich später herausstellt ein gewisser Herr Rapper) von dort kommend aus dem Hotel. Er findet in dem Zimmer einen erschossenen Mann und den Schriftsteller Gorgas vor, der erklärt als Kriminalschriftsteller einmal einen „richtigen“ Tatort ansehen und die Ermittlungen begleiten zu wollen. Eyck gibt sich per Dienstmarke als Kriminalbeamter zu erkennen und fordert Gorgas auf den Tatort zu verlassen.
Eyck führt sofort erste Ermittlungen im Hotel durch. Es stellt sich heraus, dass der Tote im Hotelzimmer ein gewisser Konsul Brodersen aus Hamburg ist. Von dem Geschäftsführer des Hotels erfährt er zudem, dass Barbara Sydow unmittelbar nach Bekanntwerden des Mordes entschieden hat, das Hotel Richtung Berlin zu verlassen. Er bittet daraufhin Barbara, die noch im Hotel weilt, um eine Erklärung, die ihn aber im Ergebnis nicht zufrieden stellt. Eyck und Barbara verabreden sich in drei Tagen im „Kranzler Unter den Linden“ zu treffen. Barbara kann ein Erscheinen zur Verabredung aber nicht versprechen. Nach Berlin zurückgekehrt wartet er zu seinem Bedauern dort auf Barbara vergebens.
Bei weiteren Ermittlungen in der Gaststätte Krone zu der Mordsache Brodersen und dem damit zusammenhängenden Juwelenraub, entgeht der Kriminalkommissar nur knapp einem Mordanschlag mit einer Pistole durch den Gangster Rapper, den aber sein Freund und Kollege Kriminalkommissar Hans Brandner verhindern kann. Dabei erschießt Brandner Rapper in Notwehr und Eyck erleidet eine blutende Schusswunde am Unterarm. Barbara Sydow, die in Wirklichkeit eine Komplizin der Juwelenräuber ist, logiert derweil im vornehmen Hotel Royal in Berlin und wird von Gorgas, der auch zur Bande gehört, erpresst. Zufällig kommt es dort zu einem Wiedersehen von Barbara und dem Polizisten. Dabei lockt sie ihn unter einem Verwand auf ihr Hotelzimmer, wo es zu einer innigen Umarmung von beiden kommt. In diesem Augenblick stürmt Gorgas gemeinsam mit einem Mitarbeiter des Hotels das Zimmer. Auch Brandner kommt hinzu und Gorgas verweist die Polizei des Zimmers.
Auf Grund dieses Vorfalls wird Eyck in einem persönlichen Gespräch mit Kriminaldirektor Hauber von ihm vorläufig bis zum Ende der Ermittlungen vom Dienst suspendiert. Gleichzeitig ermahnt Hauber ihn, keine weiteren privaten Nachforschungen in dieser Sache zu betreiben, da er trotz Suspendierung weiterhin Beamter sei. Auch sein Freund Brandner, jetzt als ermittelnder Kriminalbeamter, untersagt ihm nichts mehr in der Angelegenheit zu unternehmen.
Trotz dieser Warnungen ermittelt Eyck weiter und trifft dabei auch Barbara wieder. In der Gaststätte Krone versucht er zudem neue Erkenntnisse in der Sache durch ein Gespräch mit dem Gangster Johnny, dem er einmal das Leben gerettet hat, zu gewinnen. Insbesondere interessiert ihn, ob entsprechende Juwelen auf dem „Markt“ angeboten worden seien. Aber Johnny verneint die Frage. Von seinem Freund Brandner erfährt Eyck, dass am Nachmittag die Polizei den Gangstern Gorgas und Gren eine Falle gestellt hat. Hierbei soll die Festnahme der Bande erfolgen.
Barbara Sydow beabsichtigt das Land per Flugzeug zu verlassen. Vorher sagt sie sich gegenüber Gorgas von der Juwelenbande los. Bevor sie jedoch in eine Junkers Ju 52 der Lufthansa einsteigen kann, wird sie von der Polizei verhaftet. Zwischenzeitlich ist Brandner die Festnahme von Gorgas und Gren gelungen. Nur der Kopf der Bande wurde nicht gefasst.
Eyck, der sich vermeintlich als Kriminalschriftsteller versucht hat, sucht unter diesem Vorwand den Verleger van Fliet auf. Dabei versucht van Fliet, der der eigentliche „Chef“ der Bande ist, ihn mit einer Pistole zu erschießen. Eyck kann ihn aber überwältigen. Von Brandner erfährt er, dass alle festgenommenen Täter eine Beteiligung am Mordfall des Konsuls Brodersen bestreiten. Rapper sei der Täter gewesen. Im Rahmen einer weiteren Einvernahme von Gren verrät dieser, dass der Verleger der Kopf der Bande sei und man Eyck im Hotel Royal in eine Falle gelockt habe.
Die Suspendierung von Kriminalkommissar Eyck wird auf Grund der neuen Ermittlungsergebnisse durch Kriminaldirektor Hauber aufgehoben.

## Produktionsnotizen
Die Dreharbeiten zu Kriminalkommissar Eyck fanden vom 8. September 1939 bis Oktober 1939 statt. Die Innenaufnahmen entstanden in den Ateliers der UFA in Berlin-Tempelhof. Die Außenaufnahmen wurden in der Umgebung von Berlin, Garmisch-Partenkirchen und der Zugspitze (Schneefernerhaus) gedreht. Die Uraufführung von Kriminalkommissar Eyck war am 2. Februar 1940 im Residenz-Theater in Düsseldorf. In Berlin wurde der Film erstmals am 21. März 1940 im Tauentzienpalast gezeigt. Am 17. Januar 1940 erging durch die nationalsozialistische Filmprüfstelle ein entsprechendes Jugendverbot für den Film.
Die Bauten stammen von dem Filmarchitekten Herbert Frohberg. Die Musik für den Film komponierte Werner Eisbrenner, die mit Liedtexten von Axel Bergrun versehen waren und die Aufnahmeleitung bei dieser Produktion hatte Alexander Schneider-Desnitzky.
Der Film Kriminalkommissar Eyck entstand 1939 mit Unterstützung des Reichskriminalpolizeiamtes, um ein besseres Bild von der Kriminalpolizei und ihrer Tätigkeit im damaligen NS-Staat zu vermitteln.

## Rezeption
„Ein Kriminalkommissar auf Wintersporturlaub wird in die Aktivitäten einer internationalen Bande von Juwelendieben, in einen Mordfall und in die Liebesaffäre mit einer Verdächtigen verwickelt. Der Kriminalfilm spielt in mondänem Milieu, seine Handlung ist solide aufgebaut und auch recht spannend.“

„Während des Wintersporturlaubs wird Kommissar Eyck in die Aktivitäten einer internationalen Bande für Juwelendieben, einen Mordfall und eine Liebesaffäre mit einer Verdächtigen verwickelt.“

„Kommissar Eyck kann in seinem Wintersporturlaub nur kurze Zeit die Ruhe genießen. Denn ein Schuss hinter verschlossenen Hoteltüren schreckt ihn jäh aus seiner Entspannung. […] …am Boden liegt ein toter Mann. Eyck beginnt umgehend mit den Ermittlungen, verliebt sich dabei aber in die Sängerin und Zeugin Barbara, was den ganzen Fall gefährdet.“

## Sonstiges
Im Jahr 1940 erschien zum Film im Ufa-Buchverlag Berlin ein Roman gleichnamigen Titels (Kriminalkommissar Eyck) aus der Feder von Drehbuchautor Christian Hallig.
Im Rahmen einer Filmreihe der Friedrich-Wilhelm-Murnau-Stiftung und der DEFA-Stiftung wurde eine auf 79 Minuten Länge gekürzte Fassung auf DVD veröffentlicht.
Der Schauspieler Paul Klinger, der auch auf der Gottbegnadeten-Liste des Reichsministeriums für Volksaufklärung und Propaganda stand, spielt hier den Kriminalkommissar Eyck. Auch 1967 verkörperte Klinger einen Kommissar der Kriminalpolizei in 13 Folgen der Krimiserie Kommissar Brahm im Vorabendprogramm des ZDF.